# خوليو كاريراس
خوليو كاريراس (بالإسبانية: Julio Alberto Carreras)‏ هو مؤرخ وكاتب أرجنتيني، ولد في 19 أغسطس 1949 في San Pedro de Guasayán ‏ في الأرجنتين.